# Farce of the Penguins
Pour plus de détails, voir Fiche technique et Distribution.
Farce of the Penguins est un film américain réalisé par Bob Saget, sorti en 2007. Il s'agit d'un faux documentaire parodiant La Marche de l'empereur. Samuel L. Jackson en assure la narration.

## Synopsis
Le film, parodiant La Marche de l'empereur, raconte l'histoire en Antarctique d'un groupe de manchots empereurs mâles qui parcourent une distance de soixante-dix kilomètres pour se rendre sur leur lieu de reproduction pour avoir des relations sexuelles avec des femelles qui les y attendent. Parmi ces manchots, Carl (interprété par Bob Saget) et Jimmy (interprété par Lewis Black), ainsi que Marcus (Tracy Morgan) et enfin Steve, un harfang des neiges interprété par Jonathan Katz, sont des amis qui discutent. Ils conseillent leur ami Carl grâce à Freud, en le facturant d'ailleurs pour les deux séances rapides qu'il vient de recevoir. En ce moment même, Melissa (Christina Applegate) et Vicky (Mo'Nique), également amies, se disputent au sujet des mâles tout en laissant également éclater leur colère vis-à-vis des autres femelles présentent qui les dérangent et ce, tandis qu'elles attendent toutes l'arrivée des mâles pour la reproduction.

## Distribution et fiche technique

### Distribution
- Narrateur : Samuel L. Jackson
- Carl : Bob Saget
- Melissa : Christina Applegate
- Jamie : Jamie Kennedy
- Melvin : David Koechner
- Sheila : Harvey Fierstein
- Jimmy : Lewis Black
- Helen : Whoopi Goldberg
- Vicky : Mo'Nique
- Marcus : Tracy Morgan
- Sidney : Mario Cantone
- Juan Sanchez : Carlos Mencia
- Steve le Hibou : Jonathan Katz
- Abe Vigoda dans le rôle du manchot qui vient de Boca[5],[6].

### Fiche technique
- Titre : The Farce of Penguins
- Titre français : The Farce of Penguins
- Réalisateur : Bob Saget
- Distributeurs : Bob Saget et David Permut
- Société de distribution : THINKFilm
- Société de production : Permut Presentations
- Pays d'origine :  États-Unis
- Langue originale : Anglais
- Durée : 80 minutes
- Dates de sortie : 
  -  États-Unis : 27 janvier 2007

## Accueil et critique
Le film reçoit sur Allociné une note de 3,2/5. Mais le film ne comprend sur ce site qu'une seule critique. Sur AllMovie, aux États-Unis, le film reçoit une note de 2/5, alors que sur Rotten Tomatoes, il obtient un 2,7/5.

## Sources et références
1. 1 2  AlloCine, « Farce of the Penguins » (consulté le 4 décembre 2018)
2. ↑  Farce of the Penguins (lire en ligne)
3. ↑  Même s'il s'agit bien entendu d'une fiction, on peut être surpris par la présence parmi les manchots de ce rapace nocturne boréal qui est dans la réalité totalement absent de l'Antarctique, et même de l'hémisphère sud.
4. ↑  (en-US) « Farce of the Penguins (2007) - Bob Saget | Synopsis, Characteristics, Moods, Themes and Related », sur AllMovie (consulté le 4 décembre 2018)
5. 1 2  (en-US) « Farce of the Penguins (2007) - Bob Saget | Cast and Crew », sur AllMovie (consulté le 4 décembre 2018)
6. ↑  « Farce of the Penguins - Box Office Mojo », sur www.boxofficemojo.com (consulté le 4 décembre 2018)
7. ↑   (en) « Farce of the Penguins » (consulté le 4 décembre 2018)